# Cézembre
Cézembre är en udde i Antarktis. Den ligger i Östantarktis. Frankrike gör anspråk på området.
Terrängen inåt land är kuperad åt sydost, men norrut är den platt. Havet är nära Cézembre åt nordväst. Trakten är obefolkad. Det finns inga samhällen i närheten. 